# Kyjevské nádraží

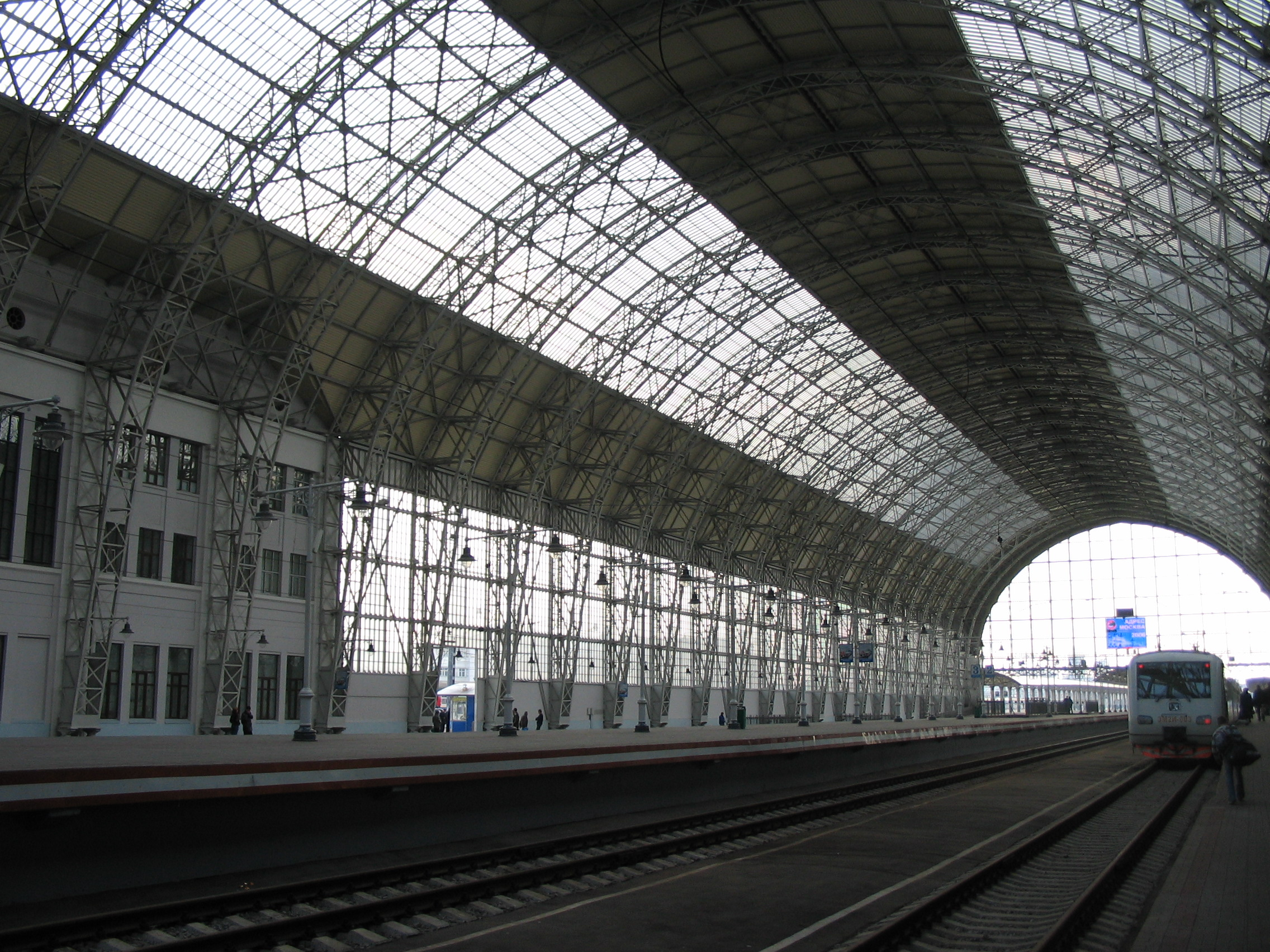
Nástupiště

Kyjevské nádraží (rusky Киевский вокзал, Kijevskij vokzal), dříve Brjanské nádraží (rusky Брянский вокзал) je jedno z nejvýznamnějších železničních nádraží v Moskvě.

## Historie
Vzniklo mezi lety 1914 až 1918; architekty byli Ivan Rěrberg a Vladimír Šuchov. Kromě svého dopravního významu má jistý i v architektuře – dnes je považováno za významnou památku. Nádražní budova vznikla v tehdejším ruském neoklasicistním stylu, doplňuje ji 51 m vysoká hodinová věž. Nástupiště na kyjevském nádraží je zastřešeno složitou klenutou konstrukcí, dlouhou 321 m, širokou 47,9 m a vysokou 30 m. Na zastřešení bylo použito sklo i ocel. V letech 2003 a 2004 byla celá stavba rekonstruována a upravena více směrem k původnímu návrhu ze začátku 20. století.
Kyjevské nádraží slouží pro železniční spoje vedoucí hlavně do východní a Střední Evropy (Ukrajina, Balkán, Česko, Slovensko, Itálie, Řecko i Turecko). V rámci MHD je nádraží dostupné ze stanice metra Kijevskaja.